# Estrela d'Ouro
Estrela d'Oro es una zona residencial obrera en Lisboa, ubicada en la parroquia de San Vicente, entre el n.º 22 de la calle de la Gracia y el n.º 14 de la calle de la virgen del Monte.
Fue diseñada, en 1907, por el arquitecto Norte Junior por encargo de Agapito Sierra Fernández, industrial de confitería, de origen gallego, para alojamiento de los trabajadores. La construcción fue terminada en1909.
La villa Rosalina, la vivienda del antiguo propietario, con capilla privada, lago y al jardín, se encuentra en el centro del barrio. En la cima norte del barrio, los demás edificios de planta baja y primer piso, con galería y escalera al aire libre, se distribuyen en planta, en forma de U alrededor de calles particulares con los nombres de familiares del propietario. En total, el barrio cuenta con 120 hogares, de pequeñas dimensiones.
El antiguo Royal Cine, en la calle de la Gracia, formaba también parte de este desarrollo.

## Curiosidades
La estrella relacionada con el nombre del barrio es motivo recurrente, reproduce en las piedras de los paseos, en hierro forjado de las galerías o en los paneles de azulejos de la entrada y en el interior del barrio.
Las calles del barrio, tienen nombres de familiares de Agapito Sierra Fernandes: Josefa María, Virginia y Rosalina.
En el Royal Cine se proyectó la primera película sonora de Portugal.